# Herstošice
Herstošice (németül: Herscheditz) Bochov településrésze Csehországban a Karlovy Vary-i kerület Karlovy Vary-i járásában. Központi községétől 4,5 km-re keletre fekszik. A 2001-es népszámlálási adatok szerint 23 lakóháza és 22 lakosa van.